# Четириъгълник
Четириъгълникът е равнинна фигура — многоъгълник с четири ъгъла и четири страни. Той може да бъде прост (несамопресичащ се) или сложен (самопресичащ се). Простите четириъгълници биват изпъкнали и вдлъбнати. Сборът от ъглите на всеки четириъгълник е равен на 360° или 2π радиана. Един четириъгълник може да се впише в окръжност тогава и само тогава, когато сборът от противоположните ъгли е равен на 180°. Лицето на произволен четириъгълник се намира по формулата:
{\displaystyle S={\frac {1}{2}}d_{1}d_{2}\sin \alpha ,}
където d1 и d2 са диагоналите, и α – ъгълът между тях.

## Видове четириъгълници

### Видове изпъкнали четириъгълници
- Правоъгълник
- Квадрат
- Успоредник
- Ромб
- Трапец
- Делтоид